# St. Francis, Kansas
St. Francis là một thành phố thuộc quận Cheyenne, tiểu bang Kansas, Hoa Kỳ. Năm 2010, dân số của xã này là 1329 người.

## Dân số
Dân số các năm:
- Năm 2000: 1497 người
- Năm 2010: 1329 người